# The Games: Summer Challenge
The Games: Summer Challenge, noto anche semplicemente come Summer Challenge, è un videogioco sportivo del 1992 nel quale si può competere in 8 discipline dei Giochi olimpici estivi.
Nel 1991 era uscita la versione invernale The Games: Winter Challenge.

## Modalità di gioco
La maggior parte dei giochi consiste nell'uso delle frecce direzionali per muoversi e sterzare, e i tasti A, B e C per effettuare certe azioni come lanciare e saltare.
Il gioco prevede due modalità: training (allenamento) e tournament (torneo).
Nella modalità training si può partecipare a un singolo evento come singolo giocatore; una volta completato si può giocare nuovamente, tornare indietro al menu principale o guardare un replay della propria performance.
Nella modalità tournament si possono creare fino a 10 giocatori con i quali partecipare (se ne vengono creati di meno, il giocatore crea i rimanenti per arrivare a 10).

## Discipline
- 400 metri ostacoli
- Ciclismo
- Equitazione
- Kayak
- Lancio del giavellotto
- Salto con l'asta
- Salto in alto
- Tiro con l'arco